# Корнардский лес
«Корнардский лес» (часто именуется как «Лес Гейнсборо» или «Лес Корнар») — пейзаж английского живописца Томаса Гейнсборо, написан в 1748 году.

## История создания
Картина была создана художником в его родном городе Садбери (Графство Саффолк), куда он прибыл в 1748 году в связи со смертью отца.
Есть предположение, что работу над картиной Томас Гейнсборо начал еще в школьные годы. В 1748 году она была окончена или, возможно, переписана заново.

## Описание
Картина не отражает какого-либо определенного места родного города художника. Гейнсбор часто писал с натуры, но ещё чаще брал пейзажи и картины из головы, сочинял композицию у себя в мастерской. Подчас туда были даже принесены ветки, приведены животные. Именно так произошло и с этим произведением.
Уровень водоема в правой части картины выше уровня дороги в левой части, получается, что вода должна затопить дорогу. Однако, реальность и физическая рассчитанность художника мало волновала. Он видел этот пейзаж именно в такой композиции и не иначе.
Пейзаж создан в стиле классической натуралистической голландской школы живописи (Антонис (Антон, Энтони) ван Дейк — яркий представитель этого направления и вдохновитель Гейнсборо на раннем этапе творчества).
Всё на картине движется: солнце освещает поля и крыши деревни вдали картины и вот-вот оно дойдет до разбитой лесной дороги, вдали по которой скачет рыцарь. Ближе к зрителям плетется усталый путник с мешком за плечами и понурый пес шагает за хозяином след в след. Слева от дороги изображен юноша, копающий гравий или песок. Хорошенькая девушка пришла его проведать. Внизу картины можно хорошо рассмотреть дровосека, увязывающего кипу хвороста. Его собака уже устала ждать хозяина и уснула рядом. Справа от дороги стоят два осла. Один из них смотрит прямо в глаза зрителю, навострив уши.
Картина очень лаконична. Она выполнена в зелено-землянистых тонах.